# Jehad Muntasser
Jehad Abdussalam Muntasser est un footballeur libyen né le 26 juillet 1978 à Tripoli.

## Biographie
Jehad Muntasser participe à la Coupe d'Afrique des nations 2006 avec l'équipe de Libye.

## Carrière
- 1996-1997 : AC Pro Sesto ( Italie)
- 1997-jan. 1998 : Arsenal ( Angleterre)
- jan. 1998-1999 : Bristol City ( Angleterre)
- 1999-déc. 1999 : Empoli FC ( Italie)
- jan. 2000-2000 : AS Viterbese Calcio ( Italie)
- 2000-2001 : Calcio Catania ( Italie)
- 2001-2002 : L'Aquila Calcio ( Italie)
- 2002-2004 : US Triestina ( Italie)
- 2004-2005 : Perugia Calcio ( Italie)
- 2005-déc. 2006 : Treviso FC ( Italie)
- jan. 2007-jan. 2008 : Al Wakrah Club ( Qatar)
- jan. 2008-2008 : Al-Ittihad Tripoli ( Libye)[1],[2]

## Sélections
- 34 sélections et 8 buts avec la  Libye entre 1999 et 2006